# Consciencia más allá de la vida
Consciencia más allá de la vida (en holandés Eindeloos Bewustzijn: een wetenschappelijke visie op de Bijna-Dood Ervaring) es una obra de 2007 del cardiólogo holandés Pim van Lommel, conocido por su trabajo científico sobre las experiencias cercanas a la muerte y la conciencia.
A raíz de un estudio prospectivo presentado en la revista médica The Lancet, publicará en Holanda su obra Eindeloos Bewustzijn: een wetenschappelijke visie op de Bijna-Dood Ervaring, llegando a ser un best seller con más de 100 000 copias vendidas en un solo año. Dicho trabajo fue traducido posteriormente a diversos idiomas.

## Sinopsis
Pim van Lommel es un cardiólogo holandés que ha trabajado durante más de veinticinco años en un hospital docente. Al tratar con muchos de sus pacientes que habían sufrido un paro cardíaco, descubrió que, lejos de haber perdido la conciencia, sus pacientes recordaban haber vivido una experiencia extraordinaria. Decidió estudiar el fenómeno sistemáticamente durante veinte años en su clínica con un equipo especializado, y en 2001 publicó una síntesis de su investigación en la revista médica The Lancet.
Esta obra argumenta que las «experiencias cercanas a la muerte» son un fenómeno no atribuible a la imaginación, la psicosis o la falta de oxígeno, de tal modo que la consciencia sería algo mucho más vasto y complejo que el cerebro y que seguiría existiendo pese a la ausencia de toda función cerebral. Pim van Lommel introduce estas experiencias en un amplio contexto cultural que va desde las diferentes visiones religiosas del pasado hasta los nuevos presupuestos de la física cuántica, en donde estos fenómenos tienen un lugar coherente dentro de sus modelos teóricos.